# 直線

直線（無限の長さは物理的に表示不能の為、上記では一部分を表示している。また、太さを持たないが、可視化のために太さを持たせている）

直線の正確な表示を模したもの（直線は太さを持たない図形である為、厳密に正しく表示した場合、視覚では確認不能となる。なお、この画像は直線は太さを持たないことを模したものであり、この画像には、線は含まれていない。）

線分

直線（ちょくせん、line）は、太さを持たない幾何学的な対象である曲線の一種で、その上にある点について一様に横たわる面である。まっすぐ無限に伸びて端点を持たない。まっすぐな線には直線の他に、有限の長さと両端を持つ線分（せんぶん、line segment、segment）と、一つの端点を始点として無限にまっすぐ伸びた半直線（はんちょくせん、ray、half-line）がある。表記の場合は可視化のために太さを持たせている。

## 概要
ユークリッドの幾何学では、直線は本質的に無定義述語である。つまり、「直線とは何か」を直接定義せずに、ただある関係（公理・公準）を満たすものであるとして理論を展開していくのである。ユークリッド幾何学においては以下のようなことである：
1. 二つの異なる点を与えれば、それを通る直線は一つに決まる。
2. 一つの直線とその上にない一つの点が与えられたとき、与えられた点を通り与えられた直線に平行な直線を、ただ一つ引くことができる。

また、このような公理から例えば以下のようなことが導かれる：二つの異なる直線は高々一つの点を共有する。二つの異なる平面は、高々一つの直線を共有する。
通常は、直線や線分は向きを持たず、半直線は向きを持つものとして扱われる。たとえば、2 点 A と B を結ぶ線分を AB と書くと、AB = BA である。一方で、向き付けられた直線、線分や向きを持たない半直線というものも考えることがある。たとえば線分の始点と終点を区別し、線分に向きを考えたものを有向線分と呼んで、有向線分としては AB ≠ BA と考える。
ユークリッド空間内の有向線分を、その位置のみの違いを除くことにより類別して、幾何学的ベクトル（いわゆる矢印ベクトル）の概念を考えることができる。逆にベクトルを用いてユークリッド空間やその中の線分・直線を定式化することもできるが、これについては後述する。
ユークリッド幾何学のように、無定義述語と公理によって構築される幾何学では、直線が「まっすぐ」であるなどのイメージは本質を持たない。曲がった空間の幾何学である非ユークリッド幾何学での直線（測地線）はユークリッド幾何学の中で見ると曲がって見えるのである。

## 1次元アフィン空間
アフィン空間（ベクトル）の理論を持ち出すと、次のようにして直線を定義することが出来る： ユークリッド空間 En に対して、任意の一点 P と 0 でない一つのベクトル a が与えられたとき、
{\displaystyle L=\{P+\lambda \mathbf {a} \mid \lambda \in \mathbb {R} \}}
で表されるような集合 L を直線という（これは一般のベクトル空間にも拡張できる）。この定義においては直線は向きを持つものとみなされる。a は直線の方向を決めるベクトルであり、P は直線上の点になる。同じ直線を与える点とベクトルの組 P, a は一通りではない。また、この定義で λ の動く範囲を限定すると半直線
{\displaystyle L_{+}=\{P+\lambda \mathbf {a} \mid \lambda \in \mathbb {R} \geq 0\}}
や線分を記述することができる。また同じことだが、原点を固定して点とその位置ベクトルとを同一視すると、ユークリッド空間の異なる 2 点 A(a), B(b) ∈ En が与えられた時に、
{\displaystyle L=\{(1-\lambda )\mathbf {a} +\lambda \mathbf {b} \mid \lambda \in \mathbb {R} \}}
なる集合 L は、A, B を含む直線となる（向きを考慮するなら、方向ベクトルは b - a で、これは A から B へ向かって引かれる）。この定義で、λ を 0 と 1 の間に限定すると A から B までを結ぶ（有向）線分
{\displaystyle {\overrightarrow {AB}}=\{(1-\lambda )\mathbf {a} +\lambda \mathbf {b} \mid 0\leq \lambda \leq 1\}}
が得られる。

## 座標
直線上の点に実数を対応させることで数直線を考えることができる。具体的には、直線上に原点 O と単位点 E を指定し、任意の実数 x に対し、直線上にあり、一方の端点を原点とし、原点から単位点までを結ぶ有向線分との（向きまで込めた）線分比が x となるような線分の、原点ではない側の端点と x とを対応付けたもののことをいう。
しばしば、原点と単位点の距離の整数倍で数を目盛ったものを指す。数直線は向きを持った直線であり、原点から単位点の向きに矢印を記すことがある。また、数直線は、1 次元ユークリッド空間 R に対する座標系と捉えることも出来る。
また、数直線を用いることで数の和や差が図として視覚的に与えることができるため、しばしば教育に用いられる。例えば、上の数直線では足し算（和）は右に進むことであり、引き算（差）は左に進むことである。したがって、
- 1 + 2 は目盛りの 1 から 2 目盛り右に進むから 3 である。
- 2 - 3 は目盛りの 2 から 3 目盛り左に進むから -1 である。

互いに直交する向き付けられた数直線によってルネ・デカルトは絶対的な静止座標系を定義した。これは直交座標系と呼ばれる。
原点を固定し、原点を始点とする半直線を用いて極座標系が定義できる。このときの半直線は始線と呼ばれる。

## グラフとしての直線
直交座標系を入れた 2 次元ユークリッド空間 E2 を考えている時には、直線は1次方程式の形で与えられる；
{\displaystyle L=\{(x,y)\mid ax+by=c\}}
一般次元においても、線型方程式系のグラフとして直線を記述することができる。これは本質的にはベクトルによる記述と同等である。

## 線分の形式的取り扱い
幾何学的な線分は、ある 2 点の間を結んだ最短経路である。
形式的には、点集合 V が与えられたとき、直積集合 V × V の元を有向線分 とし、さらに同値関係 ~ を 任意の a, b ∈ V に対し (a, b) ~ (b, a) と定めたときの集合 E = V × V / ~ の元（同値類） [(a, b)] (a, b ∈ V, a ≠ b) のこと（これをしばしば {a, b} と記す）を a と b を結んだ線分と呼ぶ。
このように形式的に線分を定義すれば、グラフ理論などにおける辺も線分として考えられる。

## 内分点と外分点
上の線分でBはこの線分の内分点という。もし、AとBの距離がｍ、BとCの距離がｎならば、BはAとCをm:nに内分する点である。
線分の延長線上にDがあるとする。Dはこの線分の外分点という。もし、ADの距離がo、BDの距離がｐならば、Qは線分ABをo:pに外分する点である。